# Diasporus tigrillo
Diasporus tigrillo é uma espécie de anfíbio  da família Eleutherodactylidae.
Pode ser encontrada nos seguintes países: Costa Rica e possivelmente em Panamá.
Os seus habitats naturais são: florestas subtropicais ou tropicais húmidas de baixa altitude e rios.
Está ameaçada por perda de habitat.